# Denise A. Aubertin
Pour les articles homonymes, voir Aubertin.
Denise A. Aubertin est une sculptrice et collagiste française née en  mai 1933 à Boulogne-Billancourt et morte le 7 février 2019 a Villejuif.

## Biographie
Née le 17 mai 1933 à Boulogne Billancourt, Denise A. Aubertin travaille à Paris.
Elle commence à travailler les livres en 1969 après avoir découvert les livres d’artistes du lettriste Gil Joseph Wolman, de Tom Phillips, et les œuvres de Dieter Roth réalisées à partir de produits alimentaires.

### Les livres impubliables
Ces œuvres sont réalisées sur des supports de livres, d'albums de musique ou de journaux. Ils proposent une autre manière d'écrire un livre. Par collage de photographies, d'images, de bulles de bandes dessinées, de lambeaux de textes que l'artiste s'approprie, ces livres racontent une histoire grâce aux propres écrits de l'artiste, eux-mêmes entremêlés et éclatés. Taches de vin, de café, traînées de bout de cigarette, salissures, participent à l'effet plastique et tactile dû à l'introduction de matières, de déchets, de reliques-parcours.

« Je me mis à sculpter des livres. Je frottais des livres ouverts sur le balcon boueux, les laissais passer la nuit sous la pluie et dans le vent, j'en faisais séjourner dans la cuisine, tout près du fourneau, pour qu'il soit aspergés de graisse, puis, par-dessus les pages maculées d'une "crasse symbolique", j'écrivais mon journal. à l'aide d'images que je m'appropriais. Bientôt, je devais trouver la solution d'un moyen d'expression très personnel. »

— Denise A. Aubertin[réf. nécessaire]

### Les livres cuits
En 1974, Denise Aubertin réalise son premier livre cuit (au four). Enrobé de farine, avec divers ingrédient de cuisine — sel, poivre, plantes aromatiques, épices, riz… —, elle invente une cuisine dadaïste de la culture livresque.

## Expositions personnelles
- 1982 : rétrospective, galerie J. & J. Donguy, Paris.
- 1991-1996 : galerie Convergence, Nantes.
- 2003 : CRDP de Poitou-Charentes, Poitiers.
- 2006 :
  - « Les livres cuits », La maison rouge, Paris.
  - « Journaux impubliables », galerie Lara Vincy, Paris.
- 2009 : « C'est du tout cuit », une proposition de Francine Flandrin, galerie Paul-Louis Flandrin, Paris.
- 2010-2011 : « Dévorer des yeux, Livres cuits et Journaux impubliables », galerie Lara Vincy, Paris.

#### Ouvrages et catalogues d'expositions
- Dominique Truco, Livres cuits et Journaux impubliables, Les Arts du Goût, conception CRDP de Poitou-Charentes, 2003.
- Denise A. Aubertin, éditions galerie J. Mercuri, 1994. Catalogue réalisé à l'occasion de l'exposition « Livres impubliables, livres détournés, livres cuits » à la galerie J. Mercuri du 12 janvier au 4 mars 1995.
- Les Alliés substantiels ou le livre d'Artiste au présent, éditions Pays-Paysage, 1993.
- Le Collage dans l'Art, éditions Fleurus, 1993.
- Neuve Invention, collection de l'Art Brut, Lausanne, 1998.
- Journal de l'Art Actuel, éditions Ides et Calendes, 1986.
- Livres d'Artistes, éditions Centre Georges Pompidou, 1985.
- Livres d'Artistes. Livres-Objets, éditions CERPM, 1985.

#### Publications périodiques
- Concept, no 12, 1992.
- Concept, no 5, 1990.
- Concept, no 4, 1989.
- L'Affiche Culturelle de Haute Normandie, 1987.
- CNAC, magazine, no 28, 1985.
- Lire, no 118-119, 1985.
- Art, no 52, 1982.
- Emma [revue allemande], 1982.
- « Dérision-subversion », Jungle, 1979.
- Woman Art, Winter USA, 1977.
- Artitude International, no 39-44, 1977.
- Exit, 1977.
- Artitude International, no 30-32, 1977.